# ゴスペルシンガー
ゴスペルシンガーは、ゴスペルを唄う歌手である。日本語では福音歌手（ふくいんかしゅ）と言う。教会（主にプロテスタント教会）でコンサートを行うことが多い。

## 日本の福音歌手
- SEISHI TOYA
- TiA
- 森祐理
- 久米小百合
- 本田路津子
- 松本優香
- 新垣勉
- 岩渕まこと
- 小坂忠
- 工藤篤子
- 本多馨子
- 矢嵜風花
- 向日かおり
- 神山みさ
- Saluki＝
- Migiwa
- 松岡葉子
- Samuelle
- 竹下静
- 石井希尚
- 北田康広
- TAKEO
- JAYE 公山
- ナイトdeライト
- 長沢崇史
- 中山栄嗣
- 中山有太
- 福原タカヨシ
- 横山大輔
- Asiah
- 上原令子
- 大宮香織
- 大和田広美
- 齋藤直江
- 菅原早樹
- たまりの
- Natsu
- Hanna Bunya
- MARISA
- YURIE
- 南敦子
- 吉村美穂
- Lauren

## 世界の福音歌手
- ジェームス・クリーヴランド
- マヘリア・ジャクソン
- R.H.ハリス
- ジュリアス・チークス
- シシー・ヒューストン
- クロード・ジーター
- レーナ・マリア
- エリック・モー（巫啓賢）
- クララ・ウォード